# الشركة السعودية للخرسانة الجاهزة
الشركة السعودية للخرسانة الجاهزة هي أكبر منتج ومورد للخرسانة الجاهزة والمنتجات الخرسانية في المملكة العربية السعودية. يقع مقرها الرئيسي في مدينة الخبر، المملكة العربية السعودية، وتدير الشركة أكثر من ثلاثون مصنعاً منها ثابت ومتحركاً (يتم نصب المصانع في مواقع العمل).
وصل عدد موظفوا الشركة إلى أكثر من 2,900 موظف خلال العام 2008، وفاق إنتاج الشركة للخرسانة الجاهزة 5,000,000 م3 سنوياً. كما أصبح لدى الشركة السعودية للخرسانة الجاهزة أسطول يضم أكثر من 400 شاحنة أغلبها مزودة بنظام تحديد المواقع عبر الأقمار الصناعية ال«جي بي اس»، و150 مضخة ثابتة ومتحركة، و3 كسارات (محاجر).

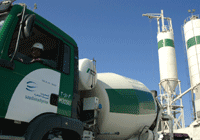
إحدى شاحنات الشركة أمام جزء من أحد مصانعها

## نبذة عن تاريخ الشركة
تم إنشاء الشركة السعودية للخرسانة الجاهزة في عام 1978، وبدأ إنتاج الشركة مع افتتاح مصنعها الأول في مدينة سيهات، شرقي المملكة العربية السعودية، وتوسعت الشركة السعودية للخرسانة الجاهزة في إنتاجها بافتتاحها مصنعين جديدين في كل من مدينة بقيق ومدينة الجبيل، المملكة العربية السعودية.
وخلال العشرين سنة التالية ازداد حجم الشركة السعودية للخرسانة الجاهزة وتوسعت لتضم مصانع للطابوق والخرسانة الجاهزة في مدن عدة منها الجبيل، والدمام، والرياض، وجدة، بالإضافة إلى كسارة في أبو حدرية.
في عام 1998 اندمجت الشركة السعودية للخرسانة الجاهزة المحدودة مع شركة إنماء لمواد البناء وأصبحت إحدى الشركات الفرعية لشركة خالد علي التركي وأبناؤه (المعروفة بمجموعة التركي).

## الانتساب التقني
تنتسب الشركة السعودية للخرسانة الجاهزة إلى الشركات والمؤسسات التالية فنياً إما عن طريق التعاون معها أو اتباع قواعد وتوجيهات إنتاج الخرسانة المعدة من قبلها:
- إدارة الصحة والسلامة في العمل (OSHA)
- الجمعية الأمريكية لاختبار المواد
- الجمعية الأمريكية للخرسانة (المعهد الأمريكي للخرسانة)
- مؤسسة المعايير البريطانية (BSI)
- المعهد الألماني للتوحيد القياسي
- الجمعية الوطنية الأمريكية للخرسانة الجاهزة.
- جمعية بنسيلفانيا للخرسانة
- جمعية الاسمنت البورتلندي الأمريكية
- الجمعية البريطانية لمعلومات وبحوث الصناعات الانشائية (CIRIA [الإنجليزية])
- مجتمع الخرسانة البريطاني
- مركز أبحاث أرامكو السعودية
- مركز أبحاث جامعة الملك فهد للبترول والمعادن

## أرقام وحقائق
حققت السعودية للخرسانة الجاهزة انجازات وأرقام ضخمة:
| - إحدى الشركات الحائزة على أفضل بيئة عمل سعودية - حصلت على جائزة الشركات السعودية المائة الأسرع نموّاً مرتين على التوالي. |  | - مصنفة كإحدى أكبر 100 شركة سعودية لمدة ستة سنين على التوالي. - تنتج فوق 5,000,000 م3 من الخرسانة سنوياً. |  | - أكبر عملية صب للخرسانة الجاهزة في السعودية. - إنشاء وتأسيس أكبر مصنع "في موقع المشروع ذاته" في السعودية على مشروع جامعة الملك عبد الله للعلوم والتقنية. |

## وصلات خارجية
- موقع السعودية للخرسانة الجاهزة الإلكتروني
- موقع مجموعة شركات التركي
- أفضل بيئة عمل سعودية
- الشركات السعودية المائة الأسرع نموّاً
- أكبر 100 شركة سعودية